# BFW M.20
.
O BFW M.20 (também conhecido como Messerschmitt M.20 devido ao sobrenome de seu criador) foi um avião comercial monoplano monomotor alemão de dez assentos e asa alta, desenvolvido no final da década de 1920 e início da década de 1930. A Deutsche Luft Hansa o utilizou na década de 1930 em várias de suas rotas.

## Projeto e desenvolvimento
O M.20 foi projetado por Willy Messerschmitt na Bayerische Flugzeugwerke, inicialmente para o uso pela Luft Hansa que havia feito o pedido de dois, ainda antes do primeiro voo. Foi um desenvolvimento do BFW M.18d, de oito assentos e equipado com um motor BMW VIa de 500 hp (373 kW). Tinha uma asa cantilever alta, baseada em uma robusta seção em forma de "D" formada por uma única longarina de duralumínio. A fuselagem era inteira de metal, com uma estrutura feita principalmente com duralumínio, coberta com folhas de metal, criando assim uma seção cruzada retangular para a acomodação dos oito passageiros, com quatro janelas quadradas de cada lado. O trem de pouso convencional tinha uma estrutura vertical em relação à asa.
A aeronave fez seu voo inaugural em 26 de fevereiro de 1928, mas foi perdida quando o piloto Hans Hackmack saltou da aeornave a baixa altitude e morreu, após uma parte da asa ser arrancada. Um segundo M.20 voou em 3 de agosto de 1928, tornando-se o primeiro de da série M.20 a voar com a Luft Hansa. 
Encorajada com seu desempenho, a Luft Hansa adquiriu outros 12, em uma versão maior denominada M.20b. Estes transportavam dez passageiros em uma fuselagem com cinco janelas de cada lado. Tinha um diedro na asa e um estabilizador vertical mais arredondado.

## Histórico operacional

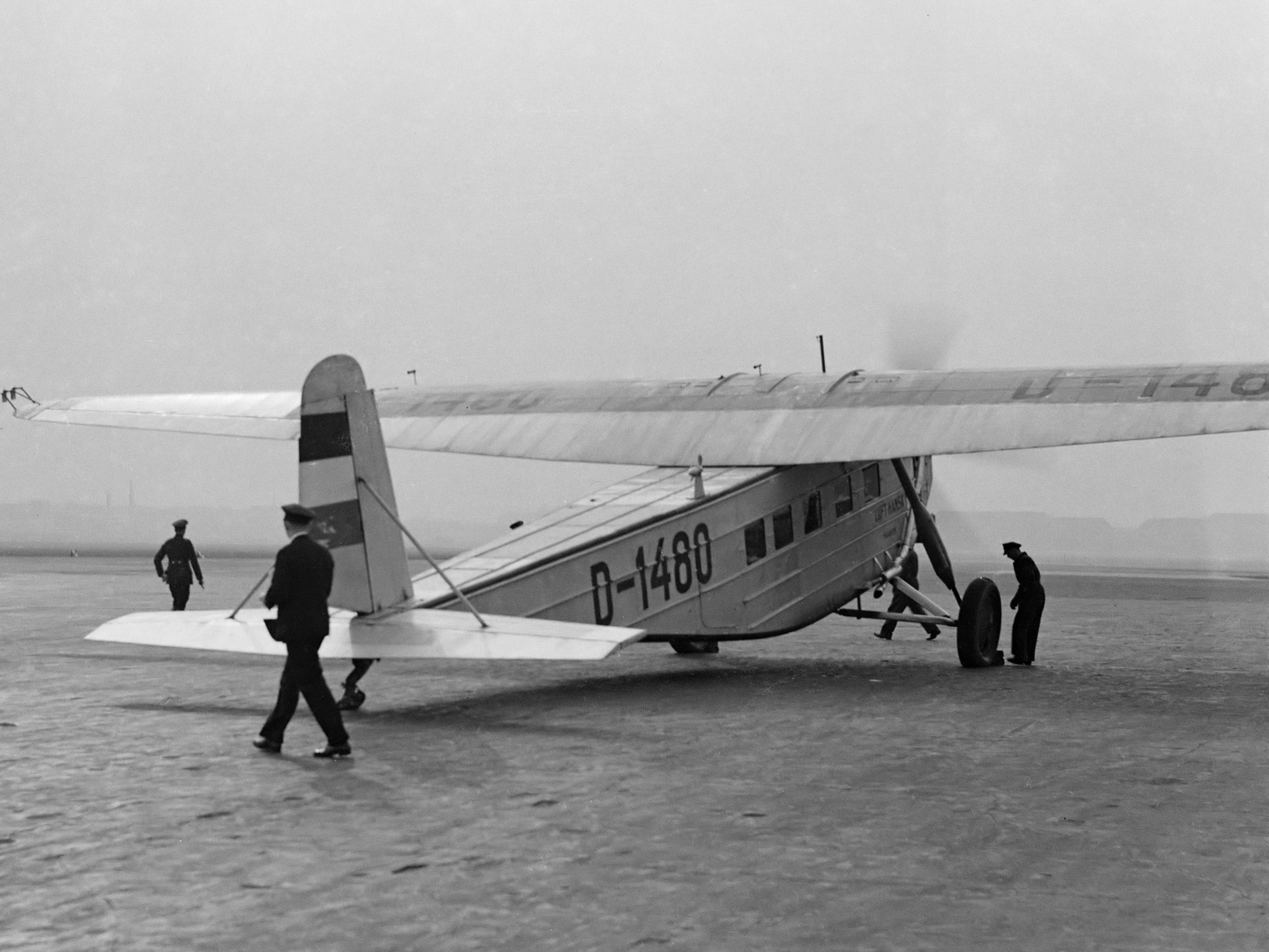
M.20 (1934)

Os M.20 da Luft Hansa entraram em serviço em 1929 nas rotas a partir da Suíça para a Alemanha e para a Holanda, e de Estugarda para Marselha e Barcelona. A partir da metade da década de 1930, operavam rotas domésticas na Alemanha e rotas sazonais. Dois ainda estavam voando em tais rotas no ano de 1942.
Uma aeronave da Luft Hansa foi para o Brasil em 1937, operando com a Varig com a matrícula "PP-VAK", até que se acidentou em 7 de março de 1948, o único M.20 a sobreviver a guerra.

## Variantes

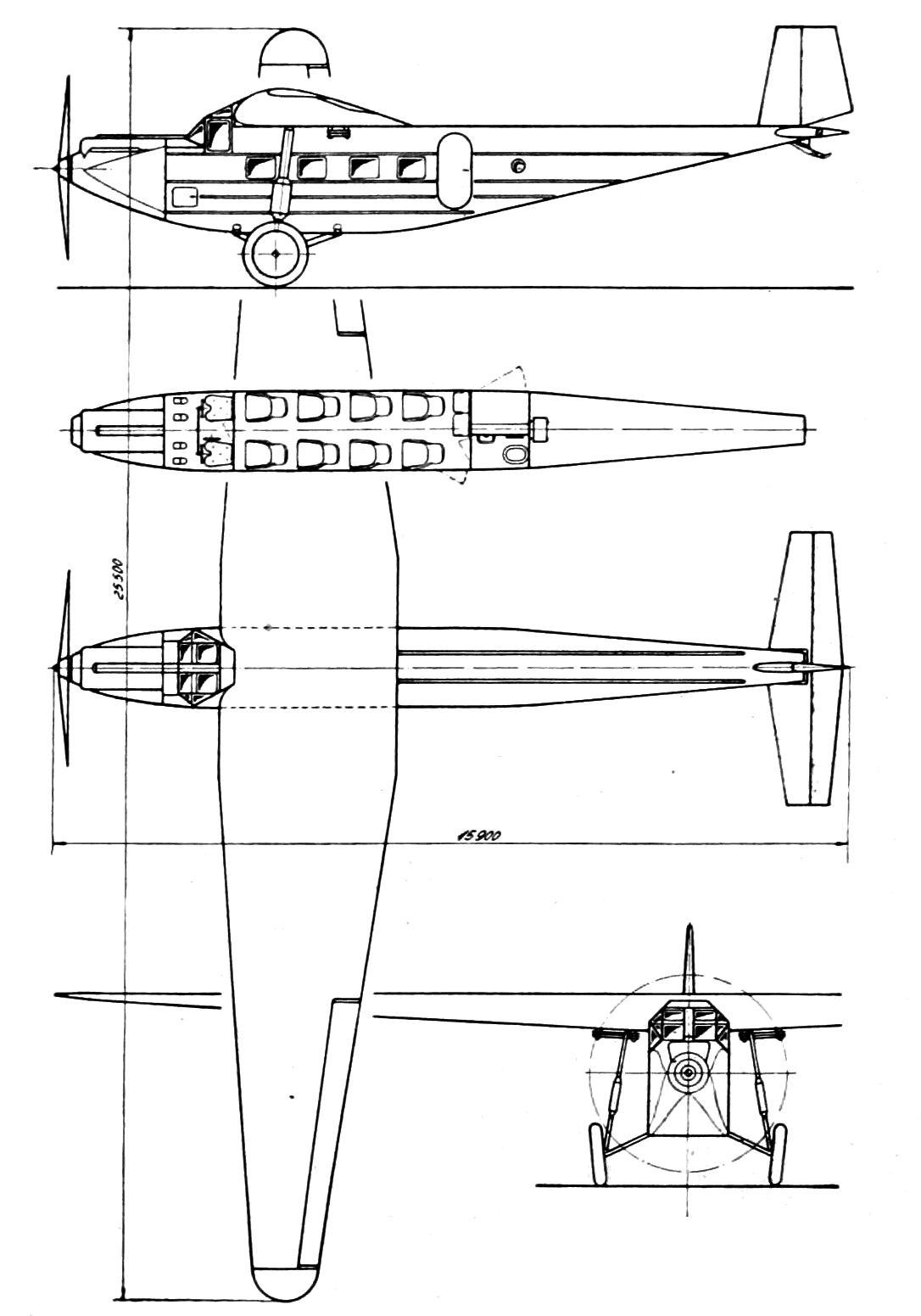
Desenho do BFW M 20 da Aero Digest, fevereiro de 1929

M.20a
Os dois primeiros aviões de oito assentos para a Luft Hansa.
M.20b
Aeronaves com dez assentos construídos para a Luft Hansa.
M.20b-2
Versão mais potente com o motor BMW VIu de 640 hp (477 kW).

## Operadores
Império Alemão
- Deutsche Luft Hansa

 Brasil
- Varig